# Bahnhof Bozen

Der Bahnhof Bozen (italienisch Stazione di Bolzano) ist mit 5,5 Millionen Fahrgästen jährlich der bedeutendste Bahnhof der Region Trentino-Südtirol in Italien. Bozen, die Hauptstadt Südtirols, ist ein wichtiger Verkehrsknotenpunkt auf der Nord-Süd-Achse der Brennerbahn, die Innsbruck mit Verona verbindet. Zudem beginnt die Bahnstrecke Bozen–Meran im Bahnhof Bozen, womit er die Funktion eines Trennungsbahnhofs hat. 

## Lage
Der Bahnhof befindet sich auf 266 m Höhe im Nordosten des Bozner Talkessels zwischen dem historischen Zentrum und dem Eisack. Von hier aus schnell erreichbar sind insbesondere die nahe Altstadt, der zentrale Waltherplatz sowie das gegenüber vom Aufnahmsgebäude liegende Regierungsviertel mit dem Palais Widmann und dem Landtagsgebäude. Zum östlich gelegenen Stadtviertel Bozner Boden, den der Bahnhof vom Rest des Stadtgebiets trennt, gibt es hingegen keinen Zugang.

## Geschichte

Der Bahnhof im 19. Jahrhundert

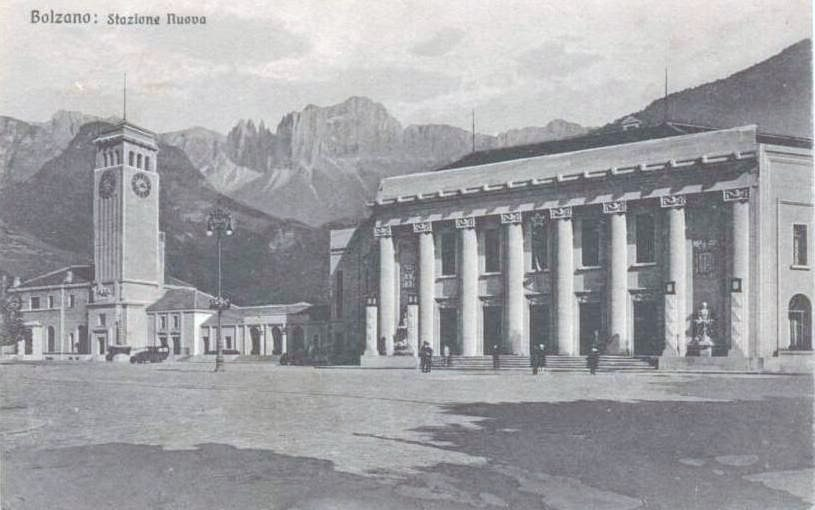
Der „neue“ Bahnhof, ca. 1930

1859 wurde die Brennerbahn von Verona durch das Etschtal nach Bozen in Betrieb genommen. Der damals errichtete Bahnhof wurde Bozen-Gries genannt, befand sich aber im Gemeindegebiet von Zwölfmalgreien. Ab 1867 konnte auch die Strecke zwischen Bozen und Innsbruck durch das Eisack- und Wipptal befahren werden. 1881 folgte schließlich die Bahnstrecke Bozen–Meran. Von 1898 bis 1974 hatten außerdem noch die Züge der Überetscher Bahn ihren Ausgangspunkt im Bahnhof Bozen. Auf dem Bahnhofsvorplatz bestand außerdem eine Übergangsmöglichkeit zur Rittner Bahn (von 1908 bis 1966) und zur Straßenbahn Bozen (von 1909 bis 1948).
Das von Alois Negrelli entworfene Empfangsgebäude wurde 1859 eröffnet. Der Stadtplan für das Umfeld, der mit vier strahlenförmig vom Bahnhofsplatz ausgehenden Straßen zur Ausführung gebracht wurde, ist ein Werk Sebastian Altmanns. In der Zeit des Faschismus betreute Angiolo Mazzoni eine Umgestaltung des Aufnahmsgebäudes, das 1928 eröffnet werden konnte. Mazzoni zeichnete auch für mehrere bauliche Adaptierungen und Erweiterungen verantwortlich. Das Aufnahmsgebäude erlitt im Zweiten Weltkrieg starke Beschädigungen, die allerdings rasch beseitigt werden konnten. In den 2000er Jahren wurde der Bahnhof vom Betreiber Centostazioni erneut umgebaut. 
Seit Jahren im Gespräch sind Pläne zur Neubebauung großer Teile des weitläufigen Bahnhofsgeländes, da viele der über zwei Dutzend parallelen Gleise sowie diverse Funktionsgebäude inzwischen brach liegen. Dabei soll auch die Bahntrasse etwas nach Süden Richtung Eisack verlegt werden.

## Baulichkeiten

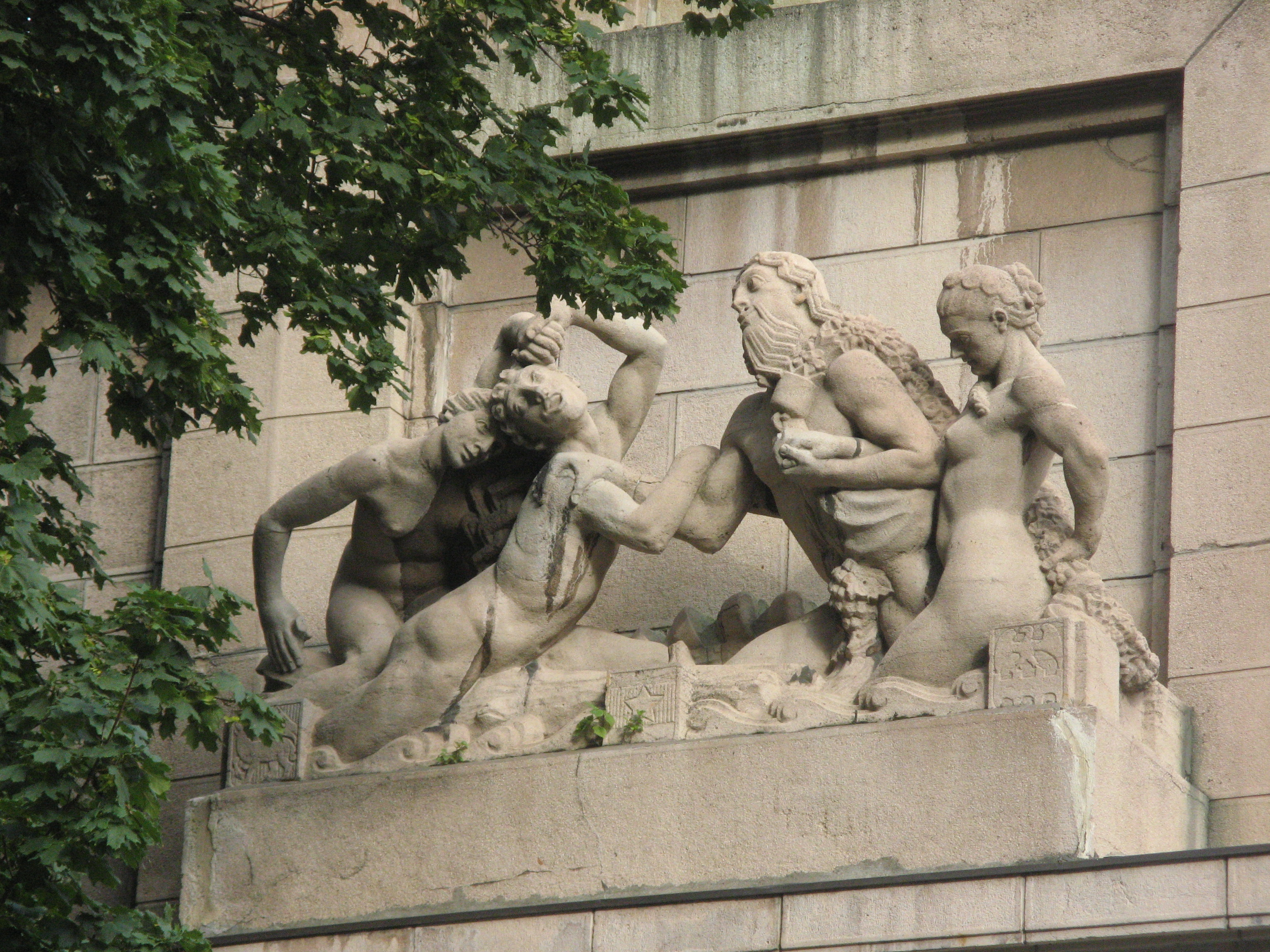
Franz Ehrenhöfers allegorische Figur Etschländer Flüsse am Bahnhofsturm

Das nach Plänen Negrellis im Stilinventar des Wiener Neoklassizismus erbaute Aufnahmsgebäude ist im Mitteltrakt in seiner historischen Substanz gut erhalten und präsentiert sich im städtebaulichen Kontext eindrucksvoll. Mazzoni ergänzte den Bau um eine durch acht Halbsäulen gegliederte Fassade von starker Plastizität. Ebenfalls zu Mazzonis Werk zählen diverse bauliche Ergänzungen, insbesondere der markante Turm nordöstlich des Aufnahmsgebäudes.
Eine künstlerische Gestaltung erhielt der Bahnhof durch diverse Werke von Franz Ehrenhöfer: An der Fassade stehen zwei Statuen, die Allegorien mechanischer (männlich; vom Bahnhofsplatz aus gesehen rechts) und elektrischer Kraft (weiblich; links) darstellen. Zu Ehrenhöfers Arbeiten gehören auch die Masken am Sims, ein Christophorus-Brunnen sowie eine Allegorie der Flüsse Südtirols (Eisack und Rienz, Etsch und Passer) über dem Eingang des Bahnhofsturms.
Seit 1997 stehen die historischen Bauten unter Denkmalschutz.

## Funktion

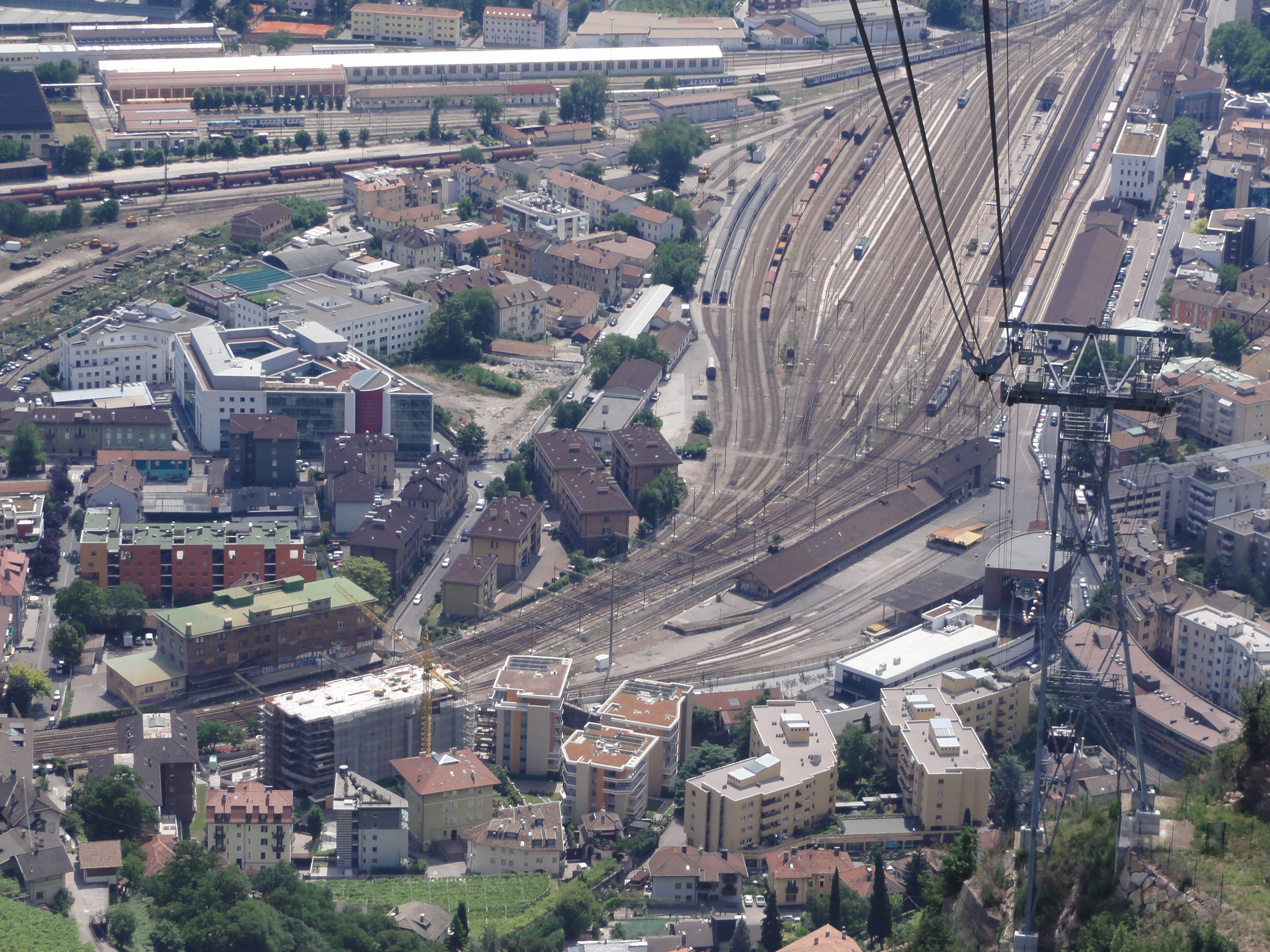
Das weitläufige Bahnhofsgelände von der Rittner Seilbahn aus betrachtet

Der Bahnhof Bozen ist betriebstechnisch ein Trennungsbahnhof zwischen der Brennerbahn und der Bahnstrecke Bozen–Meran. Hier halten internationale EuroCity- und Railjet-Fernverkehrszüge, die Deutschland, Österreich und Italien miteinander verbinden. Über die Hochgeschwindigkeitszüge Frecciarossa bestehen schnelle Verbindungen Richtung Rom. Von hoher Bedeutung ist der Bahnhof Bozen als Vollknoten im regionalen Taktfahrplan. Der Schienennahverkehr wird dabei durch Züge der Trenitalia sowie der SAD abgewickelt.

## Galerie (Bahnverkehr)

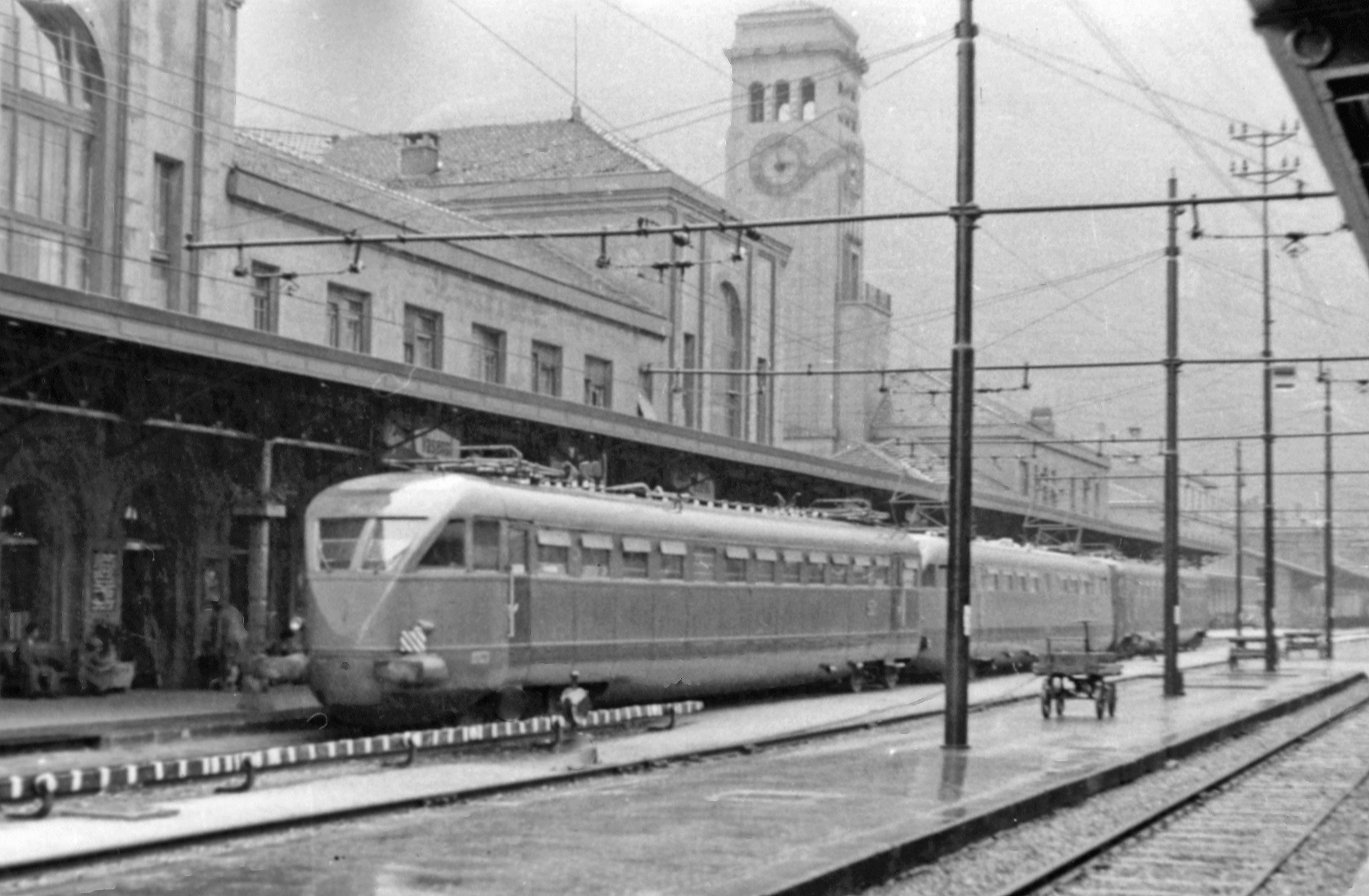
Baureihe ETR 242 in Bozen (1954)
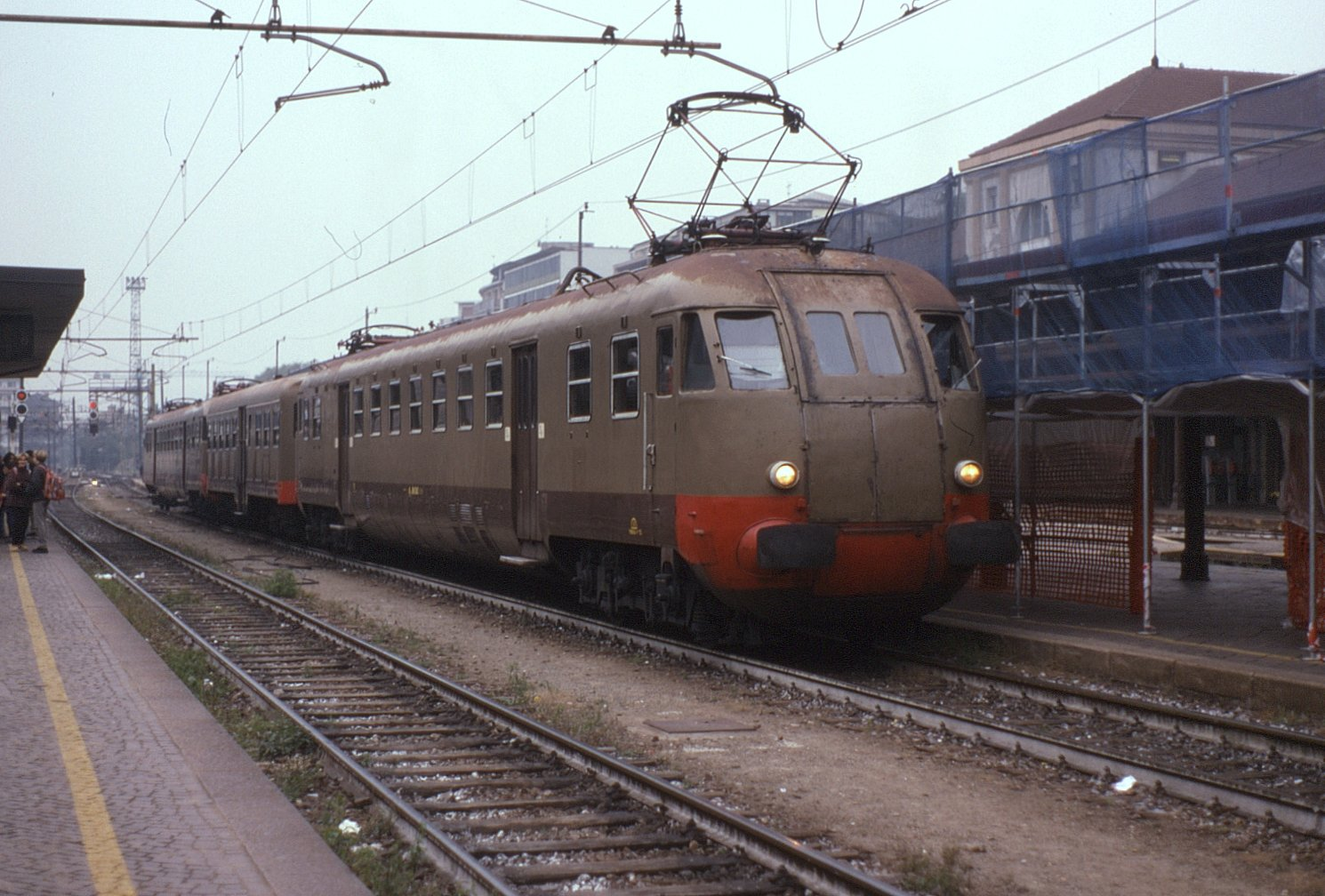
Triebwagen ALe 840 in Bozen (1997)
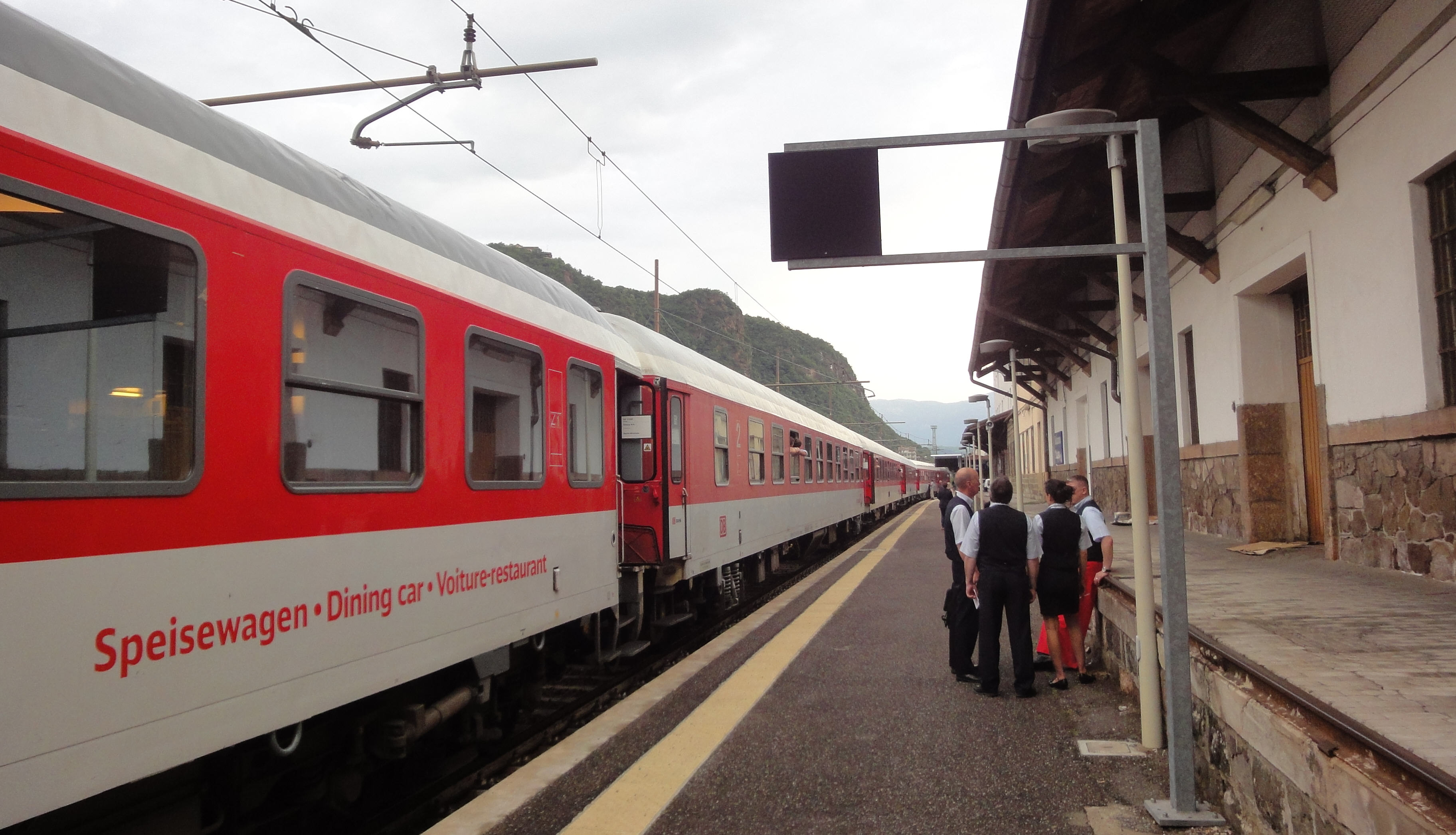
Nachtzug der Deutschen Bahn in Bozen (2011)
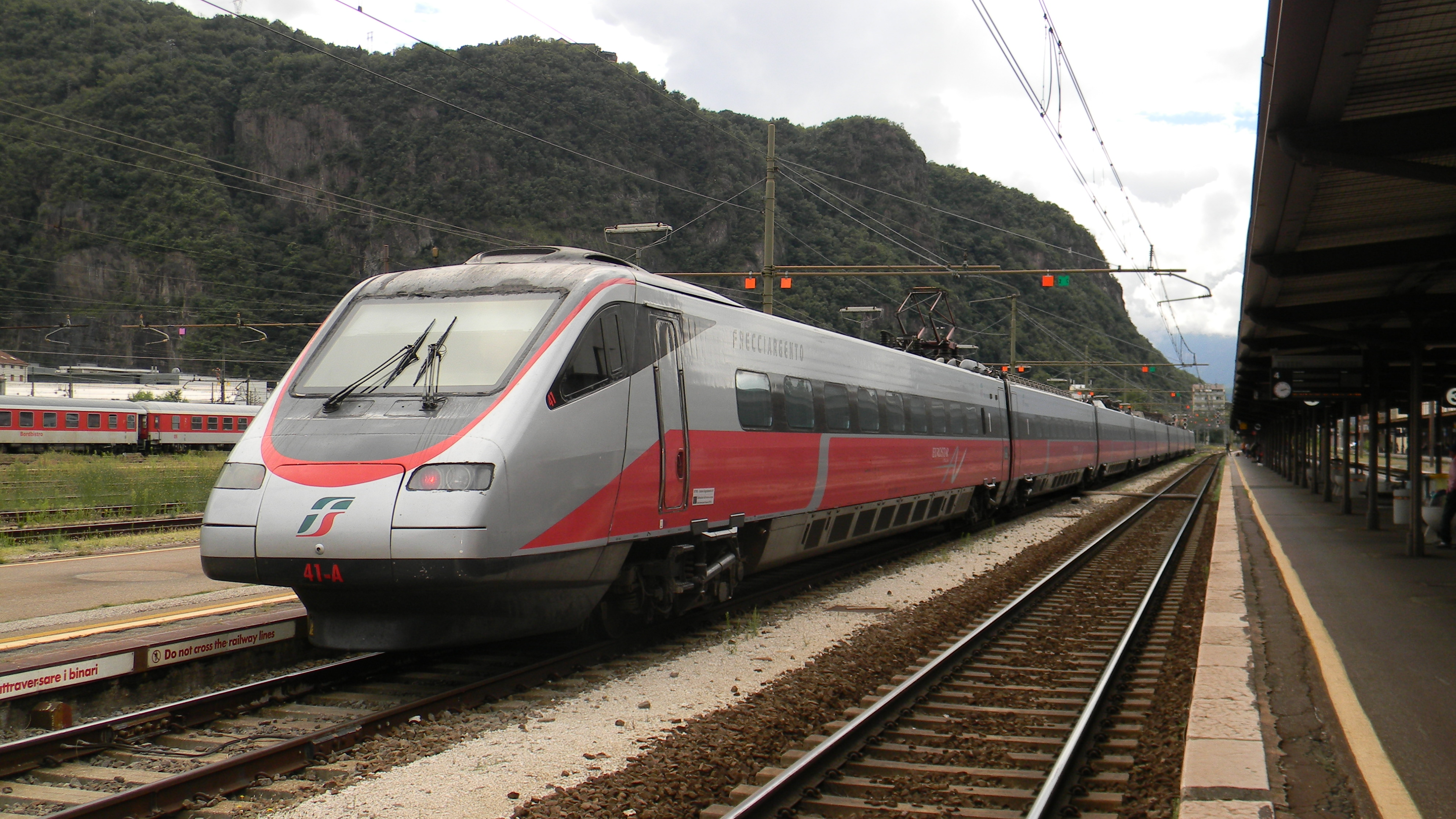
ETR 470 Frecciargento (2013)
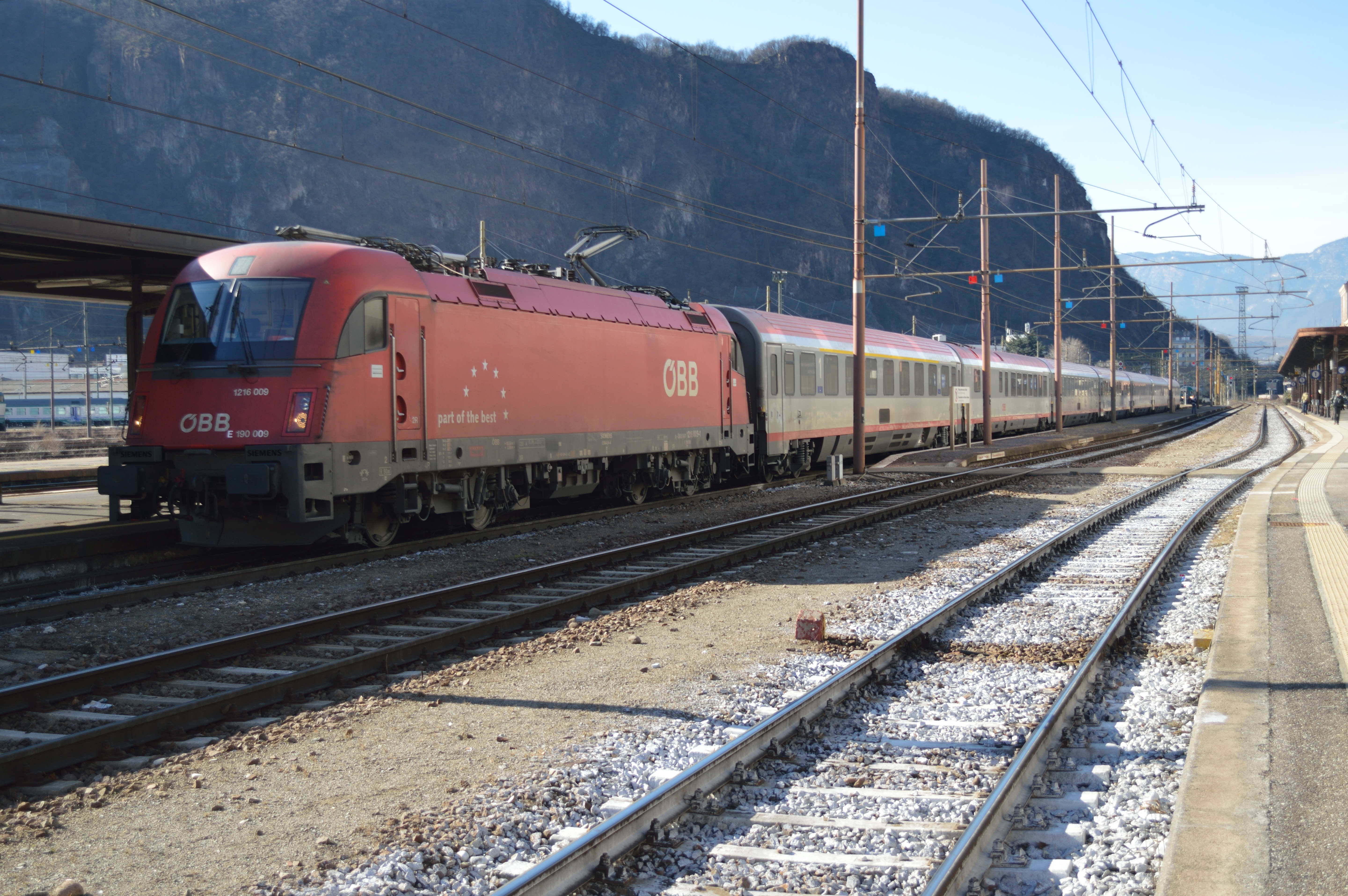
EC in Richtung München mit ÖBB 1216 (2015)
ETR 600 im Bahnhof Bozen (2021)